# Didymodon tenellus
Didymodon tenellus là một loài rêu trong họ Pottiaceae. Loài này được R. Hedw. ex Brid. mô tả khoa học đầu tiên năm 1827.